# 章士釗

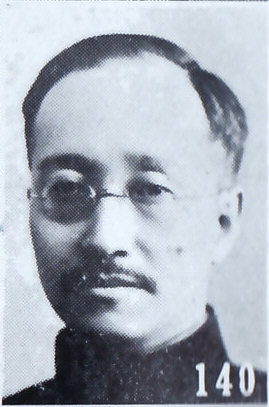

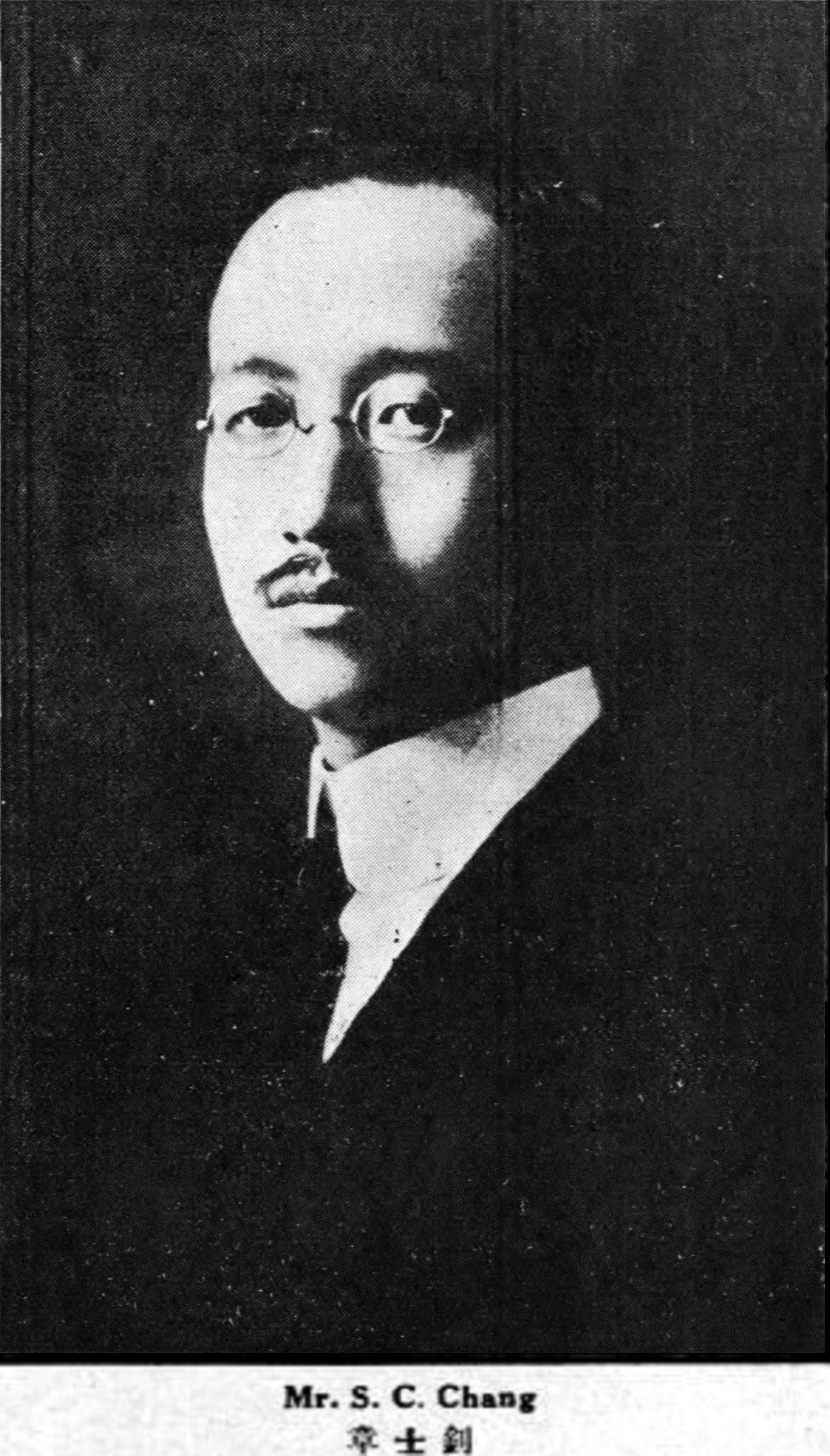

章士釗（1881年3月20日—1973年7月1日），字行嚴，筆名黃中黃、青桐、秋桐，男，湖南省長沙縣人，中国学者和社会活动家。章士钊是民初最有影响力的政论家之一，任《民立报》，《甲寅》主编，发表了大量的政论文章，1903年因蘇報案在上海租界受審入獄。曾任段祺瑞的中華民國臨時政府司法总长兼教育总长、中華民國國民政府國民參政會參政員、中华人民共和国全国人大常委、全国政协常委及中央文史研究馆馆长。

## 生平
1881年農曆2月21日生於湖南省善化縣（今長沙縣）東鄉和佳冲。其父章錦，曾在鄉為里正，後行中醫。
1886年患白喉，其兄長為尋醫進城，隨士釗所乘肩輿，步行二十里。事后使他非常感動。士釗自幼在其兄執教私塾讀書。
1898年母丧，走出家门，勉作童子师，舍馆二载余，将其束脩供给家用。同年，北京爆發戊戌变法。
1901年入武昌两湖书院。
1903年5月被聘为《蘇報》主筆。1903年因蘇報案在上海租界受審入獄。該報被查封後，又辦起了《民吁日報》，報名取「民不敢聲，惟有吁也」之意，又與楊守仁、蔡元培、蔡鍔等人在上海組織愛國協會。同年翻譯「大革命家孫逸仙」一書時，擅自將孫逸仙的化名中山樵與孫文嫁接在一起變成「孫中山」。同年11月4日，章士釗與黃興、吳祿貞、劉揆一、宋教仁、周震鱗、翁鞏、秦毓鎏、柳聘農、胡瑛、徐佛蘇、柳大任、朱子陶、任震、陳其殷、吳超澄、譚人鳳、蕭堃、葉瀾、張通典、王延祉、柳繼貞、蕭翼鯤、彭邦棟、陳方度、陳天華、楊守仁、張繼，在長沙保甲巷彭淵洵家舉行秘密會議。開始創建秘密反清革命組織華興會。
1904年春與楊守仁等在上海組織「愛國協會」，作為華興會的外圍組織，2月25日，「華興會」在長沙明德學堂正式成立，黃興任會長。11月，萬福華謀刺廣西巡撫王之春被捕，旋即華興會在余庆里機關遭破壞，與張繼等十餘人被捕，後在蔡鍔等人營救下出獄。
1905年蘇報案出獄後赴日本东京法政大學速成科留學。同時他於東京正則學校習英語。章回顧過去，認為自己“才短力脆”，連累了同事，感到內疚，一改革命救國為求學救國，乃發憤力學。同年8月，同盟會在日本東京成立，但章堅决不加入同盟会，後來亦未加入其他政黨。
1907年赴英國阿伯丁大學留學，1908年赴爱丁堡大学學習法律、政治學，研究邏輯學，並將此學傳入中國。清末中國始知所謂思想方法、演繹、歸納及形式論理與邏輯論理之分別。4月編纂的《中等國文典》在上海出版。
1909年1月24日，在英國寫信給吳弱男，內云:12月3日來信收到。吳收信後，旋即赴英與章相會，4月6日他們在倫敦高堡結婚。婚後入爱丁堡大学攻讀政治經濟學、邏輯學。留英期間，他常為國內報刊撰稿，介紹西歐各派政治學說，於立憲政治尤多發揮，對當時中國政壇很有影響。
1910年1月4日大兒子章可生于阿伯丁縣。同年，在《國風報》上發表《论翻译名义》一文。留英期間，常為國內報刊撰稿，介紹西歐資產階級各派政治學說。
1911年辛亥革命後曾加入中华民国北京政府袁世凱的政府，歷任廣東軍政府祕書長。五四运动时期任保守刊物《甲寅》杂志主编。一生寫文用文言，反對白話文，並曾與胡适筆戰。12月携妻子由英返國。
1912年，春，任同盟會機關刊物《民立報》主笔，同時兼任江蘇都督府顧問。2月，發表文章，倡言內閣制之精髓，在於聆聽反對黨意見之流行。4月，在湖南選出，為國會參政員。7月，發表政黨組織案，主張毀黨造黨說。因此引起同盟會部分黨員不滿，紛紛著文批駁，並反對非黨人士來主持該黨機關。
1913年春在北京被聘為明德大學校長，2月與王芝祥、于右任、林述慶等十八人，發起國事維持會，在北京成立，並發表宣言。3月宋教仁在上海被刺殺，隨即返滬加入南方討袁行列並起草「二次革命」宣言。4月奉孫中山之命前往說服岑春煊聯合討袁。
护国战争爆发后，1916年5月，两广都司令部和军务院先后在广东肇庆成立，章士釗同時担任司令部和军务院秘书长。袁世凯死后，国会重开，章士釗到北京出任国会议员，坚持国会应由两院制改作一院制。1917年，章士釗沒有响应孫中山的呼籲，南下广州护法，却于10月接受北京大学聘任，讲授伦理学，並担任图书馆馆长。1918年9月，广州军政府改组后，岑春煊担任主席总裁，章士釗应邀出就祕书厅长。
1920年为毛泽东筹措了两万大洋，并组织赴法勤工俭学（鄧小平為成行的人員之一）。后在段祺瑞的中華民國臨時政府任司法總長兼教育總長等職。
1922年至1926年间，先后有两年四个月的时间担任国立北京农业大学校长。他曾在《晨报》刊登《征聘农业专家特告》，公开纳贤，延聘国内外“怀抱伟略，幸以本校为理想试验之地”的农业专家到校执教。章對學校財政和教育進行整頓，但同時他也對學生運動進行限制，禁止在校園內集會。章對學生運動的反對和他政治傾向的變化影響了學生對他的態度。於是五七學潮爆發時，導致學生不滿，衝入章宅，後有軍警介入，導致學生受傷，被捕。
1925年时教育总长王九龄没有到职，章於4月14日接受北洋政府任命成為司法总长兼教育总长，支持當時被任命為北京女子师范大学校長的杨荫榆壓制反對其校務施政的學界浪潮。風波中魯迅曾帶領學界與其多次交鋒，擾攘到8月章強令關停北京女子師大，魯迅便一紙訴狀控告至平政院請求免去章的公職。到後期革命運動進入高潮，章在北京魏家胡同十三号的住所於11月19日被遊街的民眾和學生捣毁，章无暇顾及官司而避走天津，其教育總長的公職隨即也被免去。11月末北京女子師大再次原址復校。
1930年应张学良之聘，任东北大学文学院主任。九一八事变后到上海当律师。
1933年他为陈独秀辨护，他的辩护词被上海沪东大学、苏州大学选为法学系教材。
抗战后到重庆任国民参政会参政员。
抗战胜利后，回上海继续当执业律师。
1949年春被李宗仁邀为和谈代表，前往北京参与国共和谈。章士钊与张治中等人于4月1日到北平，与中国共产党举行和平谈判。4月22日和谈破裂，章士钊与邵力子、张治中等人留居北平。之后章士钊去香港，同年6月，程潜派程星龄赴港，会晤了章士钊。章士钊托程星龄带信给程潜，转达了毛泽东对程潜倒戈的期待和中共对陈明仁的热诚态度，劝说程、陈投共。
1949年9月，章被推选出席了中國人民政治協商會議第一屆全體會議。中华人民共和国成立后，章士钊相继被推选为第一届全国政协委员，二届、三届全国政协常委，历任中央人民政府法制委员会委员、全国人民代表大会常务委员会委员，中央文史研究馆馆长等职。
1959年周恩来代表中国共产党送了章士钊家一套四合院居住。1966年8月29日章士钊被抄家，为此给毛泽东写信。8月30日毛泽东批示：“送总理酌处。应当予以保护。”周恩来责令当即送回所抄书籍，并派人保护章士钊住宅。同时起草了《一份应予保护的干部名单》。
1973年5月乘专机到香港和家人团聚（有传说其身负毛泽东嘱托的联系国共第三次合作之事宜）。7月1日病逝于香港，享年92岁。

## 協調國共
他与孙中山、毛泽东、周恩來、袁世凱、蔣中正、胡适、杜月笙以及章含之等人物的关系维持良好。
1956年3月，時任中共政協委員的章士釗透過蔣經國贛南時期的舊部曹聚仁將其私函交給國民黨駐香港人員，該函再轉交給在台北的蔣介石，信中提及國共應開啟第三次合作，達成國家統一的目標，並稱中華民國之外交事務由北京接手外，其餘台澎金馬軍政事務仍可由蔣介石負責，並在文末向蔣介石談及其故鄉，聲稱「奉化之墓盧依然，溪口之花草無恙。」希望蔣介石可考慮此議，蔣在閱畢信函後，便私下派員與曹聚仁接觸，轉達其不排除與北京溝通的可能，雙方便開始透過曹聚仁秘密接觸。
1956年10月，毛澤東認為蔣介石可能已有意展開談判，便指派章士釗前往香港等待台北方面派員協商。11月，章士釗與時任國民黨立法委員劉百閔先後兩次會晤，劉百閔向章士釗表示，中共若願意承諾下列三項條件，則台北方面即會考慮談判。
1. 恢復中華民國國號。
2. 恢復青天白日滿地紅為國旗。
3. 中共願意為其屠殺的2000萬人有所交代。

章士釗回應前兩項條件北京方面或許可以考慮，但第三點則無法接受。劉百閔隨後向章士釗建議其脫離中共，留在香港，但不為章所接受，雙方會談遂無疾而終。

## 著作
- 《柳文指要》上下卷。《柳文指要‧上卷》成書於1964年[13]；而《柳文指要‧下卷》因受文革影響，被耽誤七年後，於1971年成書[14]。共四册，1971年中华书局。

- 《为政尚异论:章士钊文选》1996年，上海远东出版社
- 《章士钊全集》全十册， 2000年，文汇出版社

## 轶事
- 1910年，章士钊署名民质在梁启超办的《国风报》发表文章《论翻译名义》，首次倡议将“Logic”译为“逻辑”。
- 以酬谢章士钊两万大洋资助的名义，1963年后毛泽东每年给章士钊两千元，直到章士釗去世。
- 1967年，于文革动乱最为激烈之时，章士钊不顾女儿反对，分别致信刘少奇和毛泽东，表示愿意居中调停两位之间的矛盾。章士钊斥责对刘少奇的批判是“欲加之罪，何患无辞，斯殆别有用心，应置之不论不议之列”，建议“在天安门城楼开一恳亲大会，两公同时出席，相与化豺狼于玉帛，握手言和”。同时，章士钊还给刘少奇写信，让他“取法廉颇向蔺相如肉袒负荆之诚意，亲诣润公之门，长跽谢罪”。章士钊的信通过第三届全国人大秘书长刘宁一转交给毛泽东。1967年4月14日，毛泽东回信章士钊：“为大局计，彼此心同。个别人情况复杂，一时尚难肯定，尊计似宜缓行。”

## 評價
|        | 繼梁啟超之后，1905ㄧ1915年这十年的政论文章的代表作家是章士钊。 |
| ——胡适 |                                                                |

|        | 章士钊先生从国外回来宣传两个事，一个是弗洛伊德，他认为了不起;一个是工业日本，农业中国云云。 |
| ——潘菽 |                                                                                             |

## 家庭
章士釗與吳弱男1909年在英國倫敦結婚，第二年生大兒子章可，章可活到1983年。另外還生有章用、章因，共三個兒子。吳弱男生於1887年，是吳保初的女兒，吴长庆的孙女，曾東渡日本，是中國國民黨第一位女黨員。後因章士釗納妾奚翠貞，吳弱男1929年攜三子前往歐洲，1973年4月1日在上海病逝。1941年章士釗又納了一個26歲的小妾殷德珍。
1936年，章士釗在上海當律師時因為一樁官司，收養當事人之女為养女取名章含之。章含之後來陪毛澤東念過英文，是外交家喬冠華的繼妻，2008年1月26日病逝於北京。
章勤士是章士釗的四弟（章士釗排行第三）